# Арреага, Хавьер
Хавье́р Рика́рдо Арреа́га Берме́льо (исп. Xavier Ricardo Arreaga Bermello; род. 28 сентября 1994, Гуаякиль, Эквадор) — эквадорский футболист, защитник клуба «Нью-Инглэнд Революшн» и сборной Эквадора.

## Клубная карьера
Арреага начал карьеру в клубе «Халлей» в Третьей лиге Эквадора.
В 2012 году Хавьер перешёл в «Манту» в составе которой выступал на протяжении трёх лет.
Летом 2016 года Арреага подписал соглашение с «Барселоной» из Гуаякиль. 10 июля в матче против «Фуэрса Амарилья» он дебютировал за новую команду. 1 октября в поединке против «Эль Насьоналя» Хавьер забил свой первый гол за «Барселону». В том же году он стал чемпионом Эквадора.
7 мая 2019 года Арреага перешёл в клуб MLS «Сиэтл Саундерс». В североамериканской лиге он дебютировал 26 мая в матче против «Спортинга Канзас-Сити», заменив в первом тайме травмировавшегося Кима Ги Хи. 16 мая 2021 года в матче против «Лос-Анджелеса» он забил свой первый гол за «Саундерс». 4 февраля 2022 года Арреага продлил контракт с «Сиэтл Саундерс» до конца сезона 2023 с опциями на сезоны 2024 и 2025. В том же месяце он получил грин-карту и в MLS перестал считаться иностранным игроком. Арреага попал в символическую сборную Лиги чемпионов КОНКАКАФ 2022. 4 декабря 2023 года «Сиэтл Саундерс» задействовал опцию продления контракта с Арреагой на сезон 2024.
23 апреля 2024 года Арреага был обменян в «Нью-Инглэнд Революшн» на место иностранного игрока в сезоне 2025 и условные $75 тыс. в общих распределительных средствах, выплачиваемые при достижении им определённых показателей. За «Нью-Инглэнд» он дебютировал 27 апреля в матче против «Интер Майами».

## Международная карьера
За сборную Эквадора Арреага дебютировал 20 ноября 2018 года в товарищеском матче со сборной Панамы.
Арреага был включён в состав эквадорской сборной на Кубок Америки 2019.
17 ноября 2020 года в матче квалификации чемпионата мира 2022 против сборной Колумбии он забил свой первый гол за сборную Эквадора.
Был включён в состав сборной на Кубок Америки 2021.
Был включён в состав сборной на чемпионат мира 2022.

## Достижения
Командные
 «Барселона» (Гуаякиль)
- Чемпион Эквадора: 2016

 «Сиэтл Саундерс»
- Чемпион MLS (обладатель Кубка MLS): 2019
- Победитель Лиги чемпионов КОНКАКАФ: 2022

Индивидуальные
- Член символической сборной Лиги чемпионов КОНКАКАФ: 2022